# Ucea de Jos
Ucea de Jos – wieś w Rumunii, w okręgu Braszów, w gminie Ucea. W 2011 roku liczyła 806 mieszkańców.